# جورج هيل (لاعب كرة سلة)
جورج هيل (بالإنجليزية: George Hill)‏ مواليد 4 مايو 1986، هو لاعب كرة سلة أمريكي يلعب مع فريق ميلواكي باكس في الرابطة الوطنية لكرة السلة ويحمل الرقم 3. يبلغ طوله 6 قدم 3 بوصة (1.9 م).

## فرق لعب لها
- سان أنطونيو سبرز
- إنديانا بايسرز

## روابط خارجية
- جورج هيل على موقع إن بي أي (الإنجليزية)
- جورج هيل على موقع سبورتس رفرنس (الإنجليزية)
- جورج هيل على موقع كرة السلة الأوروبية.كوم (الإنجليزية)
- جورج هيل على موقع DraftExpress.com (الإنجليزية)
- جورج هيل على موقع إي إس بي إن.كوم (الإنجليزية)
- جورج هيل على موقع كلية كرة السلة في سبورتس رفرنس.كوم (الإنجليزية)
- جورج هيل على موقع ريلجم (الإنجليزية)
- جورج هيل على موقع بروبوليرز (الإنجليزية)